# Theo van Eupen
Theodorus Bernardus Michael (Theo) van Eupen (Boekel, 20 oktober 1909 - Bergeikse Barrière, 11 maart 1965) was een onderwijzer, bestuurder, wethouder van Eindhoven en lid van de Tweede Kamer der Staten-Generaal.
Theo van Eupen was een zoon van onderwijzer Marinus Theodorus van Eupen en Johanna Adriana van Lieshout, beiden afkomstig uit Gemert. Hij volgde de opleiding tot onderwijzer aan de Bisschoppelijke Kweekschool in 's-Hertogenbosch en werd onderwijzer te Boxtel en Eindhoven, en schopte het tot directeur van de Nijverheidsschool in Best. Hij maakte de overstap naar het bedrijfsleven, en werd hoofd algemene zaken bij de Bata schoenenfabriek in Best, en later 'training manager' bij het hoofdkantoor van Bata in Londen.
Vanaf 1949 was Van Eupen lid van de Eindhovense gemeenteraad, en vanaf 1953 tevens wethouder van onderwijs en culturele zaken. Hij had diverse daaraan gerelateerde nevenfuncties, zoals het bestuurslidmaatschap van het Brabants Orkest, het voorzitterschap van de Kunstkring te Eindhoven en het lidmaatschap van de Raad voor de Kunst. Als Wethouder bewerkstelligde hij onder meer de komst van de Stadsschouwburg in Eindhoven.
In 1963 werd Van Eupen ook gekozen in de Tweede Kamer, waar hij zich vooral bezighield met onderwijs en volkshuisvesting. Hij voerde in 1964 het woord bij de behandeling van de begroting Onderwijs, Kunsten en Wetenschappen. Hij behoorde in 1964 tot de minderheid van zijn fractie die vóór het (onaanvaardbaar verklaarde) amendement-Scheps stemde, waardoor de Bijlmermeer bij de gemeente Amsterdam zou worden gevoegd.
Van Eupen en zijn collega-wethouder Van 't Hoff verongelukten toen zijn auto op de terugweg uit België bij Valkenswaard op een stilstaande vrachtwagen met heipalen inreed. Kamervoorzitter Van Thiel memoreerde tijdens de herdenking zijn innemende persoonlijkheid en zijn goede naam als wethouder.
Van Eupen trouwde in 1932 met Anna Maria Henriëtte van Griensven, met wie hij 3 zoons had. In 1964 werd hij benoemd tot Officier in de Orde van Oranje-Nassau.